# Cynanchum lanhsuense
Cynanchum lanhsuense är en oleanderväxtart som beskrevs av Yamazaki. Cynanchum lanhsuense ingår i släktet Cynanchum och familjen oleanderväxter. Inga underarter finns listade i Catalogue of Life.